# Mark Blum
Mark Blum (Newark, 14 maggio 1950 – New York, 25 marzo 2020) è stato un attore statunitense.

## Biografia
Mark Blum nacque a Newark, nel New York, in una famiglia ebraica. Ottenne il primo ruolo di rilievo sul grande schermo nel 1985, nel film commedia Cercasi Susan disperatamente, nel ruolo di Gary, accanto a Madonna e Rosanna Arquette. L'anno successivo fece parte del cast di Mr. Crocodile Dundee (1986). Nel 1992 cambiò completamente genere, partecipando al thriller Battito finale. Dopo alcuni anni di assenza dal mondo del cinema, nel 2003 ritornò con il film biografico L'inventore di favole. 
Molto attivo sulla scena teatrale di Broadway e dell'Off-Broadway, nel 1989 vinse un Obie Award.
Morì il 25 marzo 2020, all’età di 69 anni, per complicazioni da COVID-19.

## Filmografia parziale

### Cinema
- Un incurabile romantico (Lovesick), regia di Marshall Brickman (1973)
- Cercasi Susan disperatamente (Desperately Seeking Susan), regia di Susan Seidelman (1985)
- Soltanto tra amici (Just Between Friends), regia di Allan Burns (1986)
- Mr. Crocodile Dundee (Crocodile Dundee), regia di Peter Faiman (1986)
- Appuntamento al buio (Blind Date), regia di Blake Edwards (1987)
- Il presidio - Scena di un crimine (The Presidio), regia di Peter Hyams (1988)
- Due di troppo (Worth Winning), regia di Will Mackenzie (1989)
- Battito finale (Condition: Critical), regia di Jerrold Freedman (1992)
- Promesse e compromessi (Miami Rhapsody), regia di David Frankel (1995)
- Hello Denise (Denise Calls Up), regia di Hal Salwen (1995)
- Ma come fa a far tutto? (I Don't Know How She Does It), regia di  Douglas McGrath (2001)
- L'inventore di favole (Shattered Glass), regia di Billy Ray (2003)
- The stone, regia di  Steven Williford (2010)

### Televisione
- Miami Vice - serie TV, episodio 4x01 (1988)
- Capital News (1990)
- I Soprano (The Sopranos) - serie TV - episodio 1x04 (1999)
- Mozart in the Jungle – serie TV, 30 episodi (2014-2019)
- The Blacklist – serie TV, un episodio (2016)
- You - serie TV, 4 episodi (2018)
- Elementary - serie TV, un episodio (2018)
- Succession – serie TV, 2 episodi (2018-2019)
- Billions – serie TV, un episodio (2020)

## Doppiatori italiani
Nelle versioni in italiano delle opere in cui ha recitato, Mark Blum è stato doppiato da:
- Carlo Cosolo in Cercasi Susan disperatamente
- Mario Cordova in Mr. Crocodile Dundee
- Francesco Pannofino in Appuntamento al buio
- Cesare Barbetti ne Il presidio - Scena di un crimine
- Emilio Bonucci in Battito finale
- Massimo De Ambrosis in Frasier
- Luciano De Ambrosis in Fringe
- Giuliano Santi in Ma come fa a far tutto?
- Franco Mannella in L'inventore di favole
- Saverio Indrio in CSI: Miami
- Augusto Di Bono in Law & Order: Criminal Intent (ep. 5x13)
- Enrico Di Troia in Step Up 3D
- Sergio Di Giulio in The Good Wife
- Antonello Governale in Mozart in the Jungle
- Ambrogio Colombo in The Blacklist
- Toni Orlandi in Elementary
- Raffaele Palmieri in Succession
- Marco Mete in You
- Oliviero Dinelli in Billions